# Behind
Behind ist ein Sammelkartenspiel von Michael Palm und Sebastian Jakob, das 2003 bei Fishtank, einer Spielemarke von Ravensburger, erschienen ist. 2003 und 2004 erreichte das Spiel den vierten Platz beim Deutschen Rollenspiele Preis in der Kategorie Sammelkartenspiel. Inzwischen wird Behind allerdings nicht mehr von Fishtank vertrieben, bleibt aber weiterhin durch eine hochaktive Community, die auch insbesondere im Internet präsent ist, ein vitales und sich entwickelndes Spiel.
Behind ist kein „klassisches“ Sammelkartenspiel, im Stil von Magic: The Gathering, sondern verbindet Elemente aus Trading Card Game, Rollenspiel und Tabletop zu einer ganz eigenen Spielerfahrung. Gespielt wird Behind hauptsächlich in Szenarien auf eigens hierfür entwickelten Spielplänen.
Es gibt zwei Hauptzeichner, die den größten Teil der Karten mit Illustrationen versehen haben: Eckhardt Freytag und Volkan Baga. Darüber hinaus ist auch Franz Vohwinkel mit seinen Zeichnungen für Behind zu nennen. Etliche weitere Zeichner haben jeweils einzelne oder wenige Kartenillustrationen beigetragen.

## Erscheinungen

### Editionen
Die erste Edition von Behind erschien 2003 in Deutschland und kurz darauf auch in Frankreich. Sie umfasst 299 Karten, davon 60 Charaktere. Erhältlich war die erste Edition in Form von vier verschiedenen Starterpacks sowie Boostern. Der Starter für zwei Spieler bot die Grundlage für das Spielen der Gesellschaften der Schwestern und Vampire. Für Werwölfe, Templer und Geister waren Einzelstarter verfügbar. Die Starterpacks enthielten eine Grundausrüstung aus immer gleichen Handlungskarten und Charakteren der jeweiligen Gesellschaft. Außerdem waren alle Chips zu den Charakteren der ersten Edition sowie einige Geländechips enthalten. Die Einzelstarter enthielten außerdem noch einen Booster. Boosterpacks enthielten elf zufällige Karten aus den 299 der ersten Edition, davon eine des Seltenheitsgrades „selten“, drei des Seltenheitsgrades „ungewöhnlich“ und sieben „gewöhnliche“.
2004 folgte die zweite Edition: Reinforcement I. Sie steuerte weitere 161 Handlungskarten bei, es waren keine Charaktere enthalten. Sie wurde als reine Boosteredition vertrieben, die Verteilung der Seltenheitsgrade und die Anzahl der Karten pro Booster blieb gleich wie bei der ersten Edition.
In den Jahren 2006 und 2007 wurden eine dritte und eine vierte Edition zusammengestellt. In Ermangelung eines aktuell an Behind arbeitenden Vertriebes entstanden diese durch eine Initiative der Fangemeinde des Spieles. Hierbei wurden neue Karten erstellt und durch die Spieler im Internet diskutiert, so dass ein Großteil der Spielerschaft in die Produktion einbezogen war.

### Zusatzerscheinungen
Im Herbst 2003 erschien die sogenannte Collectors-Box mit fünf neuen Handlungskarten, fünf neuen Charakteren und den zugehörigen Chips sowie Kartenhüllen und einem Booklet in einer Metallbox. 
Rechtzeitig zur Spiel 2004 und somit zur ersten Deutschen Meisterschaft, die in Essen stattfand, wurde ein Szenario-Pack veröffentlicht, welches drei neue doppelseitige Spielpläne, fünf neue Charaktere und Szenarien enthielt. Außerdem enthielt das Szenario-Pack die ersten Spielfiguren, die keine Charaktere waren, indem sie das Konzept der Helfer einführte.
Analog zu den Folgeprodukten der ersten beiden Editionen folgte im Herbst 2006 die Herbstbox 2006, initiiert vom Spieler Benny Donat, in der Behind-Gemeinde besser unter dem Pseudonym BBB bekannt. Wie bei der Fanedition waren andere Spieler, diesmal aber ein kleinerer Kreis, an der Produktion mit Ideen und Kontrolle beteiligt. Die Herbstbox 2006 lieferte fünf neue Handlungskarten für jeweils zwei der Gesellschaften und darüber hinaus zwei neue Charaktere pro Gesellschaft. 
Außerdem wurden Promotion-Karten vergeben, die allerdings nicht zu kaufen waren. Sie waren zum Teil der Zeitschrift Kartefakt beigelegt, erschienen als Beilage zu Hörbüchern oder als Turnierpreise. Ebenfalls der Zeitschrift Kartefakt beigelegt wurde ein Spielplan mit Poster auf der Rückseite sowie ein doppelseitiger Spielplan. Ein weiterer Spielplan mit Poster wurde nach Erscheinen der zweiten Edition verteilt.
Inzwischen wurden durch die Community auch weitere Spielpläne in der „Fan-Szenario-Box“ erstellt und veröffentlicht.
Regelmäßig werden von der Spielerschaft weitere Karten erstellt, die dann auf den Turnieren verteilt werden.

## Spielkonzept
Wie eingangs bereits erwähnt, verbindet Behind die Elemente des Sammelkartenspieles, Rollenspieles und Table Top Spieles zu einem einzigen Spielkonzept. Hierbei kontrolliert jeder Spieler eine Gruppe auch Spielfiguren, deren vom Spieler durch die Spielmechanismen gesteuerte Aktionen den wesentlichen Teil des Spieles ausmachen.

### Ziel des Spieles: Das Szenario
Im Gegensatz zu vielen anderen Spielen gibt es bei Behind kein generelles Spielziel, das in jeder Partie zu erreichen ist. Vor Spielbeginn einigen sich die Spieler auf eines von vielen Möglichen Szenarien. In Form des Szenarios werden die genaue Form des Spielfeldes (es gibt verschiedene Spielpläne), das zu erreichende Ziel sowie andere Spezifikationen festgelegt. Mögliche Ziele sind das Ausschalten aller gegnerischen Charaktere, das Besetzen einer bestimmten Zone, das Transportieren von irgendwie gearteten Dingen über den Spielplan oder dergleichen. Wie beim Rollenspiel sind alle Aufgaben, die sich in Spielmechanismen umsetzen lassen, als Spielziel möglich.
Im Turnierspiel ist das Szenario stets vorgegeben. Allerdings werden über die mindestens drei Runden eines Turnieres festgesetzte, aber verschiedene Szenarien gespielt, so dass ein erfolgreicher Spieler sein Können an verschiedenen Zielen beweisen muss.

### Spielfiguren
Spielfiguren, namentlich Charaktere und Helfer, sind die grundlegend handelnden Figuren in Behind. Das wesentliche Spielgeschehen sind die von den jeweiligen Spielern gesteuerten Aktionen der Spielfiguren. Jeder Spieler kontrolliert seine individuelle Gruppe von Spielfiguren, die er aus einem vorgegebenen Satz zusammenstellen kann. Als ein Maß der Nützlichkeit ist jeder Spielfigur ein Charakterpunkte-Wert zugeordnet. Die Summe der Charakterpunkte aller Spielfiguren eines Spielers darf eine Obergrenze nicht überschreiten, wodurch faire, gleich starke Aufstellungen gewährleistet sind. Auf Turnieren beträgt diese Obergrenze 35 Charakterpunkte. Zu jeder Spielfigur steht als Spielmaterial zur Verfügung:
- Spielfigurenkarte
- Spielfigurenchip

Auf der Spielfigurenkarte werden neben den Charakterpunkten auch alle anderen Eigenschaften der Spielfigur benannt. Der Spielfigurenchip dient dazu, die Position der Spielfigur auf dem Spielfeld sowie ihre Blickrichtung festzulegen.
Behind kennt zwei verschiedene Arten von Spielfiguren, nämlich Charaktere und Helfer. Charaktere sind gewissermaßen das Rückgrat der Gruppe, besitzt ein Spieler keine Charaktere mehr, ist das Spiel für ihn beendet. Jeder Charakter gehört einer von fünf rivalisierenden Gesellschaften an und es können nur Charaktere derselben Gesellschaft gemeinsam in einer Aufstellung sein. Helfer hingegen können sich meist mehreren Gesellschaften anschließen, sie müssen nicht in jeder Aufstellung vorkommen. Auch ist das Spiel für einen Spieler nicht beendet, wenn er keine Helfer mehr kontrolliert.

### Handlungskarten
Neben den Spielfigurenkarten gibt es Handlungskarten. Sie machen den größten Teil des Kartenvorrates bei Behind aus. Wie Spielfiguren sind auch Handlungskarten nur für bestimmte Gesellschaften nutzbar. Mindestens 50 Handlungskarten bilden das Deck, wobei jede Karte bis zu dreimal vorkommen darf. Manche Karten besitzen die Eigenschaft legendär, sie dürfen nur einmal im Deck enthalten sein. Das Deck darf nur Karten enthalten, die für die gewählte Gesellschaft eines Spielers nutzbar sind.
Der verdeckte Stapel ungenutzter Handlungskarten wird Nachschub genannt, ferner hat der Spieler zu Beginn jedes Zuges in der Regel fünf Handlungskarten auf der Hand. Benutzte Handlungskarten kommen auf den Ablagestapel, welcher bei Behind als Rückzug bezeichnet wird. Jedem Spieler stehen pro Zug drei Handlungen zur Verfügung, welche er mit dem Nutzen von Handlungskarten bestreitet. Dabei kann entweder eine Fähigkeit einer Spielfigur angewendet, ein Kampf ausgefochten, Spielfiguren bewegt oder Karten für einen Effekt ausgespielt werden. Die Handlungskarten werden dabei auf dreierlei Weisen genutzt:
- In Kämpfen und für das Benutzen von Fähigkeiten haben vom Nachschub aufgedeckte Karten die Funktion eines Würfels. Hierfür hat jede Handlungskarte links oben eine Zahl zwischen Null und Neun aufgedruckt, die sogenannte Schicksalszahl.
- Wird eine Karte zur Bewegung genutzt, wird die links auf sie gedruckte Bewegungsleiste neben einen Spielfigurenchip gelegt und dieser um die Länge dieser Leiste verschoben.
- Auf den Handlungskarten sind Effekte aufgedruckt, welche genutzt werden können. Dabei unterscheidet man dauerhafte Karten, welche auf dem Tisch liegenbleiben, von Karten, die nur einmal eingesetzt werden und dann sofort auf den Rückzug gehen. Eine Spezialform sind die sogenannten Momente, welche nur einmal eingesetzt werden, aber auch im Zug eines Gegners spielbar sind. Die dafür genutzten Handlungen werden dem Spieler in seinem nächsten Zug abgezogen.

Eine Spezialform des Effektes einer Karte sind sogenannte Zusätze, welche nicht durch Ausspielen der Karte, sondern nur durch die Nutzung ihrer Schicksalszahl in Kraft treten. Zusätze können sowohl positive Effekte als auch negative Effekte haben.
Mit Hilfe einer geeigneten Kombination aus dem Einsetzen von Karteneffekten und Fähigkeiten, Bewegen und Kämpfen muss nun das Szenario erfüllt werden, bevor der Gegner es tut.
Um übermächtige Handlungskarten zu vermeiden, wurde eine weitgehend gleiche Summe aus Bewegung, Schicksalszahl und einer Einstufung des Karteneffektes eingehalten. Dies gewährleistet, dass jeder Spieler seine optimale Zusammenstellung aus Karten für weite Bewegungen, Karten mit hohen Schicksalszahlen für Kämpfe und Proben sowie sinnvollen Effekten finden muss, denn je stärker der Effekt einer Karte, desto weniger bleibt für Schicksalszahl und Bewegung. Auch Karten ohne Effekt oder gar mit negativem Zusatz gehören zum vorgegebenen Kartensatz. Diese würden in einem herkömmlichen Sammelkartenspiel nicht sinnvoll sein. Innerhalb des Spielmechanismus von Behind sind solche Karten aber durchaus nutzbar, da sie sich durch hohe Schicksalszahlen oder große Bewegungsstärke auszeichnen.

## Die Welt von Behind
Die Hintergrundwelt von Behind entspricht grob unserer heutigen Welt. Allerdings gibt es einige verborgene Dinge, welche eben „hinter den Kulissen“ (also "behind the scenes") eingebracht werden, welche das wesentliche Thema des Spieles Behind sind. Es handelt sich dabei um fünf Geheimgesellschaften mit unterschiedlichen Zielen und unterschiedlichen Eigenschaften, welche vor der Menschheit verborgen um die Vorherrschaft und das Erreichen ihrer Ziele kämpfen. Jede dieser Gesellschaften hat im Spiel – passend zu ihrem Hintergrund – unterschiedliche Vorteile. Die fünf Gesellschaften sind:

### Die Schwesternschaft
Die Schwestern haben lange zurückgehende Wurzeln in verschiedenen Frauenbünden in der Geschichte der Menschheit. Ihre wesentlichen Aspekte sind Zusammenhalt und Schutz sowie Vorahnungen durch eine als Hellsicht bezeichnete Kraft, die einen Blick in die Zukunft erlaubt. Im Spiel gibt es daher Seherinnen und Kriegerinnen. Die Schwesternschaft hat sogenannte Kreise als Substruktur, namentlich den Südlichen, den Nördlichen, den Östlichen und den Westlichen Kreis. Für sie spielt der Schutz der Menschheit eine große Rolle. Im Spiel werden sie durch die Farbe Orange und ein stilisiertes Auge mit langen Wimpern symbolisiert.

### Der Orden der Tempelritter
Meist kurz als Templer bezeichnet, ist diese Gesellschaft der zweite menschliche Geheimbund in der Welt von Behind. Die Templer stehen in der Tradition des mittelalterlichen Ritterordens und haben als wesentliche Merkmale einen angehäuften Reichtum und ihren Glauben. Kaplane bilden ihre geistigen Führer, die Menge der Templer sind Ritter. Gegliedert sind sie in Logen, welche simple Nummerierungen tragen. Wie für die Schwestern ist der Schutz der Menschheit eines ihrer Motive. Ihre Erkennungsfarbe im Spiel ist Violett, ihr Symbol ein Tatzenkreuz in einem Kreis.

### Werwölfe
Die Gesellschaft der Werwölfe hat sich dem Schutz der Natur in ihrer wilden Form verschrieben. Sie sind Tieren verbunden und tragen die Natur und indianisch-schamanistische Züge. Ihre wesentlichsten Merkmale sind die Fähigkeit, sich in eine Mischform aus Mensch und Bestie zu verwandeln, sowie ihre übernatürliche Selbstheilung. Beides macht sie zu gefährlichen Kämpfern. Schamanen sprechen die Magie der Werwölfe und unterstützen eher, während die Wächter die eigentlichen Kämpfer sind. Es gibt drei Stämme der Werwölfe in Behind, den Stamm der dunklen Ratte, den der Zwillingskrähe und den Stamm des Roten Mondes. Die Farbe der Werwölfe ist Grün und ihr Symbol ein heulender Wolfskopf in einem Kreis.

### Vampire
Vampire stehen der Menschheit feindlich, aber auch überlegen gegenüber. Im Spiel Behind sind sie als zu unsterblichen Vampiren gewordene Menschen angelegt, was auch aus der Herkunft der einzelnen Vampire aus verschiedenen Epochen spricht. Ihre Stärken sind ihre Regenerationsfähigkeit und manipulative Fähigkeiten, mit welchen sie anderen Wesen befehlen können. Meister unter ihnen sind die alten, erfahrenen Vampire, während die jüngeren als Schüler geführt werden. Die Behind-Vampire entstammen drei Linien, welche in den Städten Mailand, Köln und Budapest ansässig sind. Die Erkennungsfarbe der Vampire ist Blau, ihr Symbol ein Anch in einem Kreis.

### Geister
Am fremdartigsten ist die Gesellschaft der Geister. Diese zum Teil als ruhelose Geister toter Menschen identifizierbaren, zum Teil total fremdartigen und absonderlichen Gestalten können durch Wände gehen, Wesen vor Schrecken erstarren lassen und Materie einfach wegwirbeln. Und genau das ist auch ihr Ziel, die Materie, welche sie festhält, zu vernichten. Umfangreiche fremdartige Effekte gehen von den Geistern aus, welche von ihrem Ziel zeugen, der Vernichtung aller Stofflichkeit. Es gibt unter den Geistern Schreckgespenster und Poltergeister, eine weitere Unterteilung der Gesellschaft ist nicht vorhanden. Die Farbe der Geister ist Grau und sie werden von einem Strudel in einem Kreis symbolisiert.
Alle genannten Stärken, Schwächen und Ziele der Gesellschaften gehen auch in das Spielgeschehen ein, indem sie in Spielmechanismen übersetzt werden. Im Spiel können auch Gruppen gleicher Gesellschaft gegeneinander antreten, für Team-Spiel allerdings ist die Gesellschaftszugehörigkeit eines Spielers und seiner Karten bedeutend, denn es bestehen Erzfeindschaften in der Hintergrundgeschichte, welche auch im Spiel eine Verbündung unmöglich machen.

## Turniere

### Private Turniere / offizielle Turniere
Behind-Turniere werden grundsätzlich als privat-organisierte Turniere veranstaltet. Die Möglichkeit, als Veranstalter für Turniere ein Preispaket anzufordern, wurde zuerst von Fishtank, später von der Community angeboten. Private Turniere konnten allerdings für das offizielle Ranking angemeldet werden. Aus diesem Ranking ergaben sich die Teilnehmer für die Deutsche Meisterschaft. Auch direkte Qualifikationsturniere fanden statt, mit denen sich auch Spieler zur Deutschen Meisterschaft qualifizieren konnten, die es über das Ranking nicht schaffen würden. Das Ranking basierte auf dem Elo-System. Seit 2006 können alle Spieler teilnehmen, die zu den Meisterschaften kommen. Eine Qualifikation ist nicht mehr erforderlich.

### Deutsche Meisterschaft
Die erste deutsche Behind Meisterschaft fand 2004 auf der Internationalen Spielemesse „Spiel 2004“ in Essen statt. Die zweite deutsche Behind Meisterschaft fand am 29. und 30. Oktober 2005 auf den saarländischen Spieletagen in Eppelborn statt. Erstmals wurden hier auch Teammeisterschaften ausgetragen. Am 23. und 24. September 2006 wurde die dritte deutsche Behind Meisterschaft in Braunschweig ausgetragen. Die vierten deutschen Meisterschaften fanden auf der FeenCon 2007 in Bonn/Bad Godesberg statt. Die fünften Deutschen Meisterschaften fanden am 26. und 27. Juli 2008 in Berlin statt. 2009 fand die Meisterschaft in Hannover, 2010 und 2011 in Berlin statt. Die Deutsche Meisterschaft 2012 wurde vom 7.–8. Juli in Rheine ausgetragen.
Zum zehnjährigen Jubiläum 2013 ist erneut eine Meisterschaft ausgetragen worden. Austragungsort war Bietigheim (Baden) bei Karlsruhe, gespielt wurde am 3. und 4. August 2013. An der Einzelmeisterschaft am Samstag nahmen zwölf Spieler teil, der Team-Wettbewerb wurde mit fünf Teams zu je zwei Spielern ausgetragen.
Die Deutschen Meisterschaften 2014 fanden in Erlangen statt. 

## Community
Behind erfreut sich trotz nicht mehr vorhandenem kommerziellen Vertrieb reger Beliebtheit unter allen Altersklassen und einer aktiven Online-Community. 
In der Community und Turnierszene sind durch die von Anfang an recht starke Rolle der Online-Community einige Besonderheiten entstanden. Zum einen ist eine starke Identifikation mit einer der Gesellschaften des Spieles häufig anzutreffen, auf die auch das Auftreten im Forum und zum Teil auch das reale Auftreten auf Turnieren abgestimmt sind. Eine recht starke von Rollenspielen geprägte Identifikation mit dem gewählten Nicknamen innerhalb der Online-Community ist ebenfalls häufig. Somit sind die meisten Spieler dem Rest der Spielerschaft primär in Form ihres Nicknamen bekannt, wie man auch aus der Nennung einzelner Spieler im vorliegenden Artikel ersehen kann.
2023 entstand ein fangemachtes Rollenspiel in der Welt von Behind, das auf der Slayengine beruht und im Dungeonslayers-Adventskalender erschien.